# Mijaíl Seslávinski

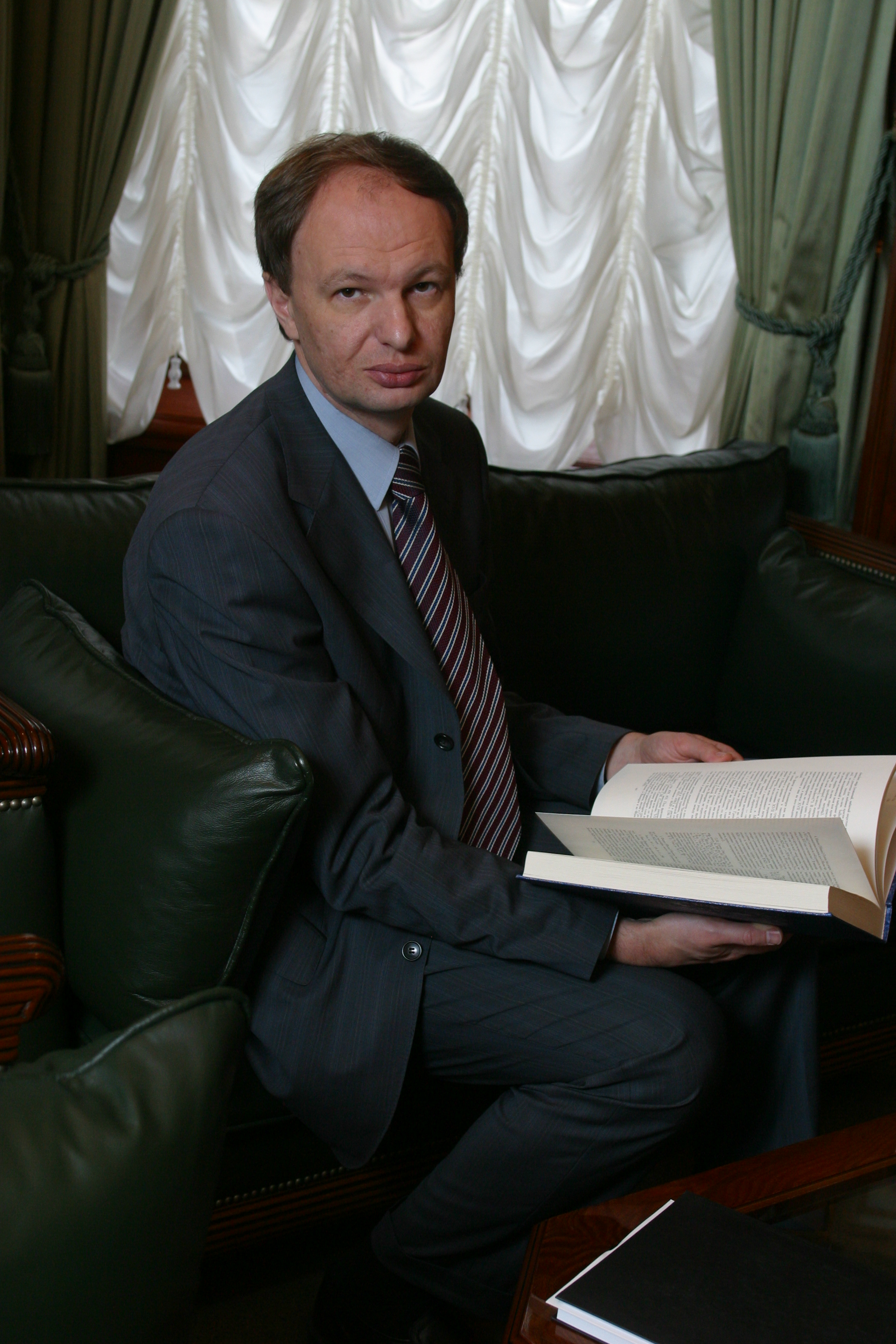
Mijaíl Seslávinski

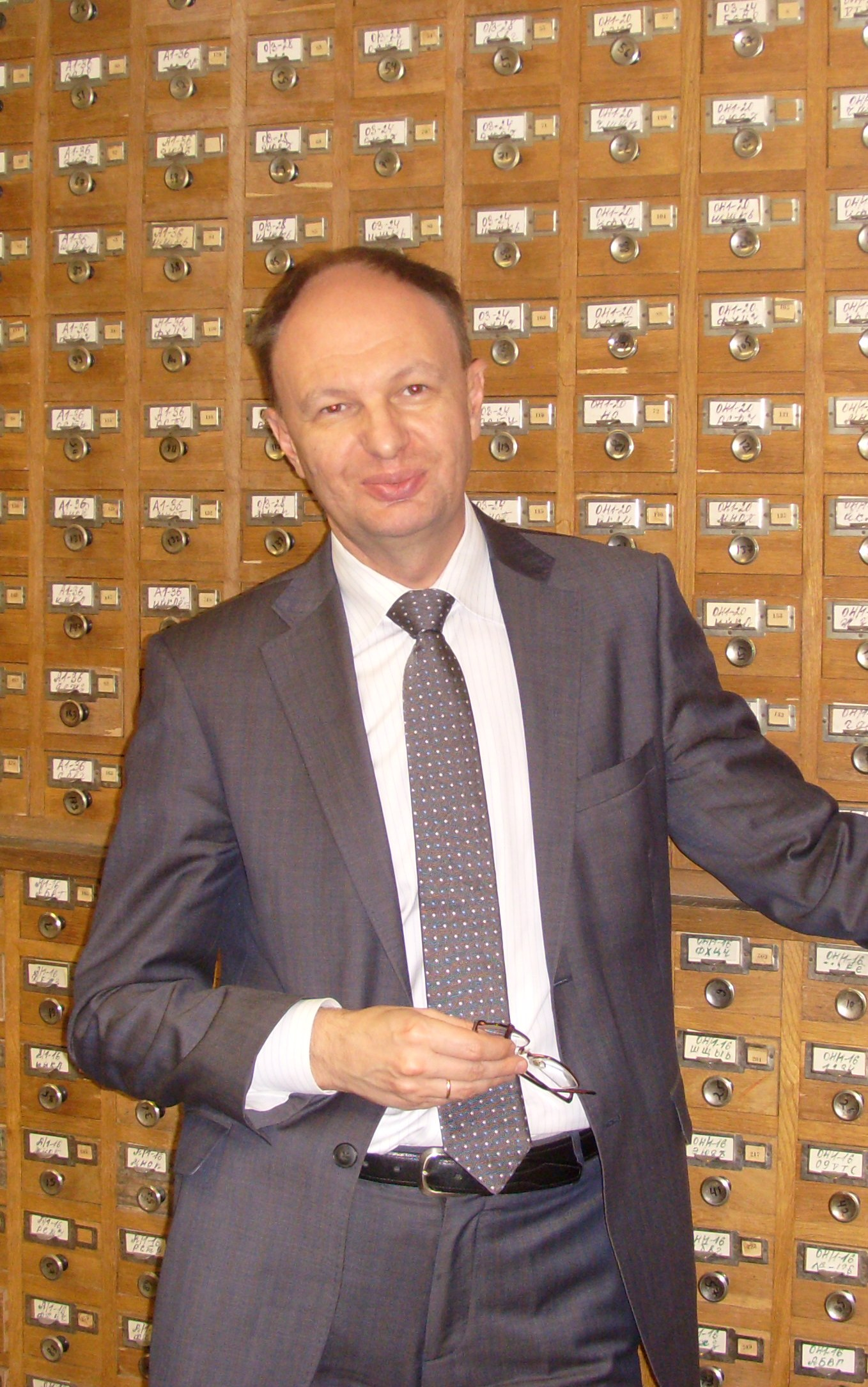
Mijaíl Seslávinski

Mijaíl Vadímovich Seslávinski(nació el 28 de febrero de 1964 en la ciudad de Dzerzhinsk, provincia de Gorki (actual Nizhni Nóvgorod), la República Socialista Federativa Soviética de Rusia (RSFSR), la URSS) es figuro público y de Internet, investigadoro de la cultura del libro, bibliófilo, alto directivo. Desde 2021 en la empresa privada.

## Biografía
Nació el 28 de febrero de 1964 en la ciudad de Dzerzhinsk (actual provincia de Nizhni Nóvgorod). Se licenció en Historia por la Universidad Estatal Nikolái Lobachevski de la Ciudad Gorki (actual Universidad Estatal Nikolái Lobachevski de Nizhni Nóvgorod). Entre los años 1986 y 1989 trabajó como profesor en la Cátedra de la filial de Dzerzhinsk del Instituto Politécnico de la Ciudad Gorki. 
En 1990 fue elegido diputado del pueblo de la República Socialista Federativa Soviética de Rusia (RSFSR) del distrito territorial de Dzerzhinsk Nº 364, y diputado del Sóviet de Diputados del Pueblo (Asamblea Legislativa) por la provincia de la Ciudad Gorki (actual Nizhni Nóvgorod). En el Sóviet Supremo de República Socialista Federativa Soviética de Rusia trabajó en la Comisión de Cultura del Consejo Republicano (1990 - 1993). Entre 1993 y 1998 trabajó como diputado de la Duma de Estado (cámara baja del Parlamento ruso). En la primera legislatura fue presidente del subcomité de Cultura del Comité de Educación, Cultura y Ciencia; en la segunda legislatura desempeñó como vicepresidente del Comité de Cultura.
En los años 1998—1999 dirigió el Servicio Federal de Radio y Televisión, entre 1999 y 2004 ejerció como secretario de Estado y ocupó el cargo de primer viceministro de Prensa, Radio, Televisión y Medios Comunicación de Masas en el Gobierno de Mijaíl Kasiánov. A partir de 2004, encabezó la Agencia Federal de Prensa y Medios de Comunicación de Masas.
Mijaíl Seslávinski incentivó la creación y la suscripción del código de ética de los servicios de radio y televisión: la Carta de emisoras de radio y televisión de Rusia firmada por los dirigentes de las mayores estaciones de radio y canales de televisión el 28 de abril de 1999.
Entre 2001 y 2003 desempeñó como miembro de la junta directiva de la Televisión Pública de Rusia S.A. (ORT por sus siglas en ruso) y de la cadena de televisión Pervy Canal S.A. En años distintos, ejerció de presidente de la junta directiva de la Editorial Prosveschenie S.A., Gestoría de Prensa S.A., Tipografía de libros para niños 50.º Aniversario de la URSS, condecorada con la Orden de la Bandera Roja de Trabajo, de Tver, S.A.; Dirección General de Exposiciones y Ferias Internacionales de Libros S.A.
Está casado, tiene dos hijas nacidas en 1994 y 2003.
Entre 2005 y 2010 ejerció de presidente del Consejo de Administración de la Editorial Prosveschenie.
Es conocido también por ser bibliófilo, coleccionista de autógrafos y libros raros de principios del siglo XIX y XX, y por ser un mecenas que dona libros y manuscritos a las colecciones estatales (Museo Estatal de Literatura, Biblioteca de la Academia rusa de Ciencias, Biblioteca del Estado Ruso, Biblioteca Estatal de Literatura Extranjera Margarita Rudomino, Museo Estatal Central de la Historia Moderna de Rusia, Museo Estatal Alexander Pushkin, Biblioteca del Mar almirante Mijaíl Lázarev, Museo-Vedado Estatal Memorial Dmitri Mendeléev y Alexander Blok, Casa de la Emigración Rusa Alexander Solzhenitsin).
Desde febrero de 2011 es presidente del Consejo de la Unión Nacional de Bibliófilos. Es autor de múltiples artículos de carácter bibliológico. La bibliografía completa de sus obras  bajo el título ‘Mijaíl Seslávinski, bibliófilo e investigador: índice bibliográfico’, compilador Leonid Fúrsenko; autor del prefacio Aleksandr Samarin, fue publicada en 2014 por la editorial Pashkov Dom.
A partir de 2008, Mijaíl Seslávinski desempeñó como presidente del Consejo Editorial de la revista para bibliófilos Pro knigui (Sobre los libros).
Además, es autor dei libro de cuentos infantiles ‘Chastnoe pionerskoye’. (sobre la vida de pioneros soviéticos) que fue llevado a la gran pantalla bajo el mismo título, de la colección de artículos ‘Homo scriptoris’. Y de libros como ‘Aroma de una encuadernación’(álbum bibliófilo), ‘Polaris’ (aventuras del gato de los pantanos en Finlandia), ‘Rendez-vous’ (pintores rusos que trabajaron para las editoriales de Francia en la primera mitad del siglo XX), el álbum ‘Libros para los bibliófilos’ (junto a la catedrática de la Universidad Estatal de Prensa de Rusia, Olga Tarakánova), álbum ‘Guirnalda de libros y dibujos” (lectura infantil en la Rusia zarista), la monografía ‘Ediciones bibliófilas francesas decoradas por los pintores emigrantes de Rusia (años 1920-1940)’. Fue compilador de la colección ‘100 libros seleccionados’ (100 libros rusos editados en el extranjero) - una colección de artículos sobre las obras de famosos escritores y poetas rusos (Marina Tsvetáeva, Igor Severianin, Boris Pasternak, Iósif Brodski, etc.) prohibidas en la URSS y publicadas en el extranjero, del catálogo “Corona bibliófila para Anna Ajmátova: para el 125º aniversario del nacimiento: autógrafos recogidos por Mijaíl Seslávinski, álbum “Arte del autógrafo”, obras “Mi amigo, Osip Mandelstam. La bibliografía y autógrafos escogidos con ilustraciones”, “Curiosidades bibliográficas de Rusia del siglo XX: 333 libros escogidos”,“Corona bibliofílica de Marina Tsvetáeva”, “Cantata 'Cantate'” (títulos de las obras).
Con motivo del 175º aniversario de nacimiento de Anatole France incentivó la publicación, compiló y fue el autor del epílogo ("Rotisería rusa de Anatole France") del libro con dos novelas de Anatole France "La Rotisería de la Reina Pédauque. La Rebelión de los Ángeles". — San Petersburgo: Vita Nova, 2019 que incluye también dibujos desconocidos de Tatiana Mávrina y Antonina Safrónova.
Mijaíl Seslávinski desempeñó como presidente del Consejo Editorial de la revista para bibliófilos Pro knigui. Es miembro del consejo pupilar de la Galería Estatal Tretiakov, del Archivo Estatal de la Literatura y Arte de Rusia, de la Enciclopedia Ortodoxa, es presidente del consejo pupilar de la Universidad Estatal de Prensa de Moscú Iván Fiódorov. A partir del 26 de agosto de 2013, entró en el Consejo para el otorgamiento de premios del Gobierno de la Federación de Rusia en el ámbito de medios de comunicación. Es miembro de la Comisión Estatal para Radiofrecuencias (a partir de 2004), de la Comisión gubernamental para asociaciones religiosas bajo los auspicios del Gobierno de Rusia.
Fue presidente del Comité para la celebración del 125.º aniversario del nacimiento de Kornéi Chukovski y el 100º aniversario del nacimiento de Lidia Chukovskaya en 2007.
Desempeñó como presidente del Comité organizador para la celebración en Rusia del Año de la Literatura en 2015.
Desempeñó como presidente del Comité organizador para la preparación y la celebración de los eventos en homenaje a Konstantín Símonov en 2015.
Fue presidente del Comité organizador para la preparación y la celebración de los eventos con motivo del 125.º aniversario del nacimiento de Osip Mandelstam en 2016.
Desempeñó como presidente de Comités organizadores para la celebración del 125.º aniversario del nacimiento de Konstantín Paustovski y Marina Tsvetáeva en 2017.
Es presidente del Comité organizador para la preparación y la celebración del 150.º aniversario del nacimiento de Máximo Gorki en 2018.
Es vicepresidente del Comité organizador para la preparación y la celebración del 100º aniversario del nacimiento de Alexander Solzhenitsin en 2018.
Presidente del Comité organizador para preparar y celebrar festejos con motivo del 150.º aniversario de nacimiento del escritor ruso Iván Bunin en 2020.
Es presidente del Comité organizador para la preparación y la celebración del 200.º aniversario del nacimiento de Nikolái Nekrásov en 2021.
Mijaíl Seslávinski es Máster en Historia, miembro correspondiente de la Academia de Bellas Artes de Rusia (departamento de Historia y Crítica de Arte).
Titular de numerosas altas condecoraciones estatales de la Federación Rusa y de la orden francesa de Caballero de la Legión de Honor, otorgada por su aporte personal a la promoción de las relaciones culturales entre Francia y Rusia.